# مورين بيترز
مورين بيترز (1944 - ) (بالإنجليزية: Maureen Peters)‏ هي لاعبة كريكت نيوزلندية. شاركت مع منتخب نيوزيلندا الوطني للكريكت.

## وصلات خارجية
- مورين بيترز على موقع إي آس بي آن كريك إنفو (الإنجليزية)